# Mistrovství Evropy v ledním hokeji 1912
3. Mistrovství Evropy v ledním hokeji se konalo od 2. do 4. února v Praze, bylo však dodatečně anulováno. Hrálo se za účasti tří mužstev jednokolovým systémem každý s každým. Hrací doba byla 2x20 minut hrubého času.

## Průběh

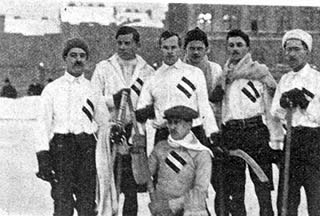
Hráči DEHG Prag, kteří na turnaji reprezentovali Rakousko.

Český tým zde obhajoval titul mistra Evropy. Nováčkem mistrovství bylo mužstvo Rakouska sestavené z pražských Němců. O titul však hráli na závěr mistrovství zbývající dva účastníci. Zápas na ledě postiženém oblevou skončil remízou, s níž se ovšem Němci nesmířili.
Termín turnaje se blížil a stále nemrzlo. Když se situace blížila katastrofě, klesl teploměr až na minus deset stupňů. Na travnatém tréninkovém hřišti fotbalistů Slavie v Praze na Letné, kde se mělo hrát, propukla horečná činnost. Kdo měl ruce a nohy, tahal konve s vodou a kropil a kropil. Jenže půda, která ještě nestačila promrznout, sála vodu jako houba a na povrchu se i nadále skvěl trávník. Potom někdo dostal zdánlivě spásný nápad: přitáhnout hasičskou hadici a plochu doslova vodou utopit. Podařilo se, vzniklo kluziště jako zrcadlo.
Mistrovství začalo slibně. Češi porazili pražské Rakušany 5:0, Němci stejnému soupeři nadělili 4:1. Všichni čekali na finále Čechy – Německo a tušili velký zápas. V noci však přišla obleva.
Narychlo udělaná hrací plocha takový nápor nevydržela. Záplava vody nestačila promrznout až k podkladu, obleva tenké vrstvě ledu také neprospěla. Ostré brusle hráčů ji záhy prořezaly a malér byl na světě. V ledu se objevily díry a hokejisté v nich klopýtali a padali, navíc v nich občas doslova dolovali puk.
Led se postupně měnil v oraniště, ale přesto padaly branky. Na začátku rozhodujícího zápasu (v 10. minutě) mezi Čechy a Německem se kotouč vyslaný Vindysem zastavil těsně před brankou, ale ta nebyla vůbec upevněna. Časoměřič umístěný hned za ní posunul skóre dopředu. Rozhodčí branku potvrdil s vysvětlením, že se vše stalo příliš rychle, než aby mohl říct, jestli je to kotouč, který vstoupil do branky jako první nebo jestli je to branka, která se posunula předtím. Emil Procházka, který zastával funkci předsedy Českého svazu hokeje, se vrhl na led, aby Němce uklidnil, ale zakopl a jednu z nesčetných děr a jak dlouhý tak široký se roztáhl na zemi. Předseda konzultoval s osobami kolem hřiště a uklidňuje Němce tím, že branka nebude započítána, pokud by se ukázalo, že došlo k záměně. Český rozhodčí pan Herites ovšem tuto branku uznal, zatímco Němci si mysleli, že je zamítnuta. Před koncem zápasu si Němci mysleli po brance Sroubka, že skončí zápas 2:1 (vedli 2:0 - podle jejich počítání - dvě minuty před koncem), ale oznámili jim 2:2. Němci se hněvají. Procházka, jehož uklidňující slova byla špatně interpretována, rezignuje na znamení dobré vůle a nestrannosti. Němci protestovali a chystali se odejít, diváci zuřili. Tento incident se odehrává v napjatém kontextu mezi germánskou a českou komunitou v Čechách. Němci před utkáním souhlasili, že přijdou sehrát mistrovství, avšak pohrozili, že se při sebemenším výbuchu z veřejnosti stáhnou, proto Němci odešli.
Pořadatelé se pokusili o šalamounské řešení, takže zápas skončil nerozhodně 2:2 a mistry Evropy se díky lepšímu skóre stali Češi.
Dohady o výsledku pražského šampionátu se táhly ještě dlouho. V březnu 1912 se v Bruselu konal kongres LIHG, kde podali Němci proti pražskému výsledku protest. Po bouřlivém jednání kongres rozhodl, aby se zápas v příští sezoně opakoval a Francouz Magnus, který byl pro zachování konečného výsledku pražského šampionátu, na znamení protestu rezignoval.
Opakovaný zápas se však nikdy neuskutečnil a další kongres LIHG výsledek pražského mistrovství anuloval. Mimo jiné i kvůli neoprávněnému startu pražského DEHG v barvách Rakouska. To totiž ještě nebylo členem LIHG, do mezinárodní federace vstoupilo až o pár týdnů později právě na kongresu v Bruselu.

## Výsledky a tabulka
|    |          | BOH | GER | AUT | V | R | P | Skóre | B |
| 1. | Čechy    | *** | 2:2 | 5:0 | 1 | 1 | 0 | 7:2   | 3 |
| 2. | Německo  | 2:2 | *** | 4:1 | 1 | 1 | 0 | 6:3   | 3 |
| 3. | Rakousko | 0:5 | 1:4 | *** | 0 | 0 | 2 | 1:9   | 0 |

- Švýcarsko odřeklo účast.

 Čechy –  Rakousko 	5:0 (2:0, 3:0)
2. února 1912 (15:30) – Praha (přírodní kluziště SK Slavia na Letné)

Branky Čech: 6. Jaroslav Jarkovský, 13. Jaroslav Jarkovský, 30. Otakar Vindyš, 33. Jaroslav Jirkovský, 47. Jaroslav Jarkovský.

Rozhodčí: V. Kühnel (Čechy)
Čechy: Karel Wälzer – Jan Pallausch (Palouš), Jan Fleischmann – Otakar Vindyš – Jaroslav Jirkovský, Jaroslav Jarkovský, Josef Šroubek.
Rakousko: Hugo Nowak – Fritz Pipes, Hans Teller – Franz Pipes – Jiří Nekola, Franz Krumbholz, Oskar Schreuer.
 Německo –  Rakousko 	4:1 (2:0, 2:1)	
3. února 1912 (15:30) – Praha (přírodní kluziště SK Slavia na Letné)

Branky Německa: 10. Werner Glimm, 11. Franz Lange, 36. Werner Glimm, 39. Franz Lange.

Branka Rakouska: 26. Franz Pipes.

Rozhodčí: Karel Herites (Čechy)
Německo: Erich Hohndorf – Erik Wahrmuth, Emil Jacob – Alfred Steinke – Franz Lange, Werner Glimm, Paul Martin.
Rakousko: Hugo Nowak – Fritz Pipes, Hans Teller – Franz Pipes – Jiří Nekola, Franz Krumbholz, Oskar Schreuer.
 Čechy –  Německo 	2:2 (1:1, 1:1)
4. února 1912 (15:30) – Praha (přírodní kluziště SK Slavia na Letné)

Branky a nahrávky Čech: 10. Otakar Vindyš, 40. Josef Šroubek (Jaroslav Jirkovský).

Branky Německa: 19. Paul Martin, 32. Franz Lange.

Rozhodčí: Karel Herites (Čechy)
Čechy: Karel Wälzer – Jan Pallausch (Palouš), Jan Fleischmann – Otakar Vindyš – Jaroslav Jirkovský, Jaroslav Jarkovský, Josef Šroubek.
Německo: Erich Hohndorf - Erik Wahrmuth, Emil Jacob – Alfred Steinke – Franz Lange, Werner Glimm, Paul Martin.

## Soupisky
1.  Čechy

Brankář: Karel Wälzer.

Obránci: Jan Fleischmann, Jan Pallausch (Palouš).

Záložník: Otakar Vindyš.

Útočníci: Jaroslav Jirkovský, Jaroslav Jarkovský, Josef Šroubek - nenastoupili Josef Rublič, Miloslav Fleischmann.
2.  Německo

Brankář: Erich Hohndorf.

Obránci: Erik Wahrmuth, Emil Jacob.

Záložník: Alfred Steinke.

Útočníci: Franz Lange, Werner Glimm, Paul Martin.
3.  Rakousko

Brankář: Hugo Nowak.

Obránci: Fritz Pipes, Hans Teller.

Záložník: Franz Pipes.

Útočníci: Jiří Nekola, Franz Krumbholz, Oskar Schreuer.